# NGC 1635
NGC 1635 este o galaxie lenticulară situată în constelația Eridanul. A fost descoperită în 1 ianuarie 1786 de către William Herschel. Se află la o distanță de 44,62 de megaparseci de Pământ.